# Dufourea versatilis
Dufourea versatilis är en biart som först beskrevs av John Colburn Bridwell 1919.  Dufourea versatilis ingår i släktet solbin, och familjen vägbin.

## Underarter
Arten delas in i följande underarter:
- D. v. rubriventris
- D. v. versatilis